# Ab-e Garmu-je Jek
Ab-e Garmu-je Jek – wioska w południowym Iranie, w ostanie Kerman. W 2006 roku miejscowość liczyła 36 osób w 11 rodzinach.